# Atletica leggera ai Giochi panafricani
L'atletica leggera è uno degli sport presenti ai Giochi panafricani, manifestazione multisportiva a cadenza quadriennale riservata ad atleti provenienti dal continente africano.

## Edizioni
| Edizione | Anno | Città        | Nazione           | Data              | Sede                             |
| -------- | ---- | ------------ | ----------------- | ----------------- | -------------------------------- |
| I        | 1965 | Brazzaville  | Congo-Brazzaville |                   |                                  |
| II       | 1973 | Lagos        | Nigeria           |                   |                                  |
| III      | 1978 | Algeri       | Algeria           |                   |                                  |
| IV       | 1987 | Nairobi      | Kenya             |                   |                                  |
| V        | 1991 | Il Cairo     | Egitto            |                   |                                  |
| VI       | 1995 | Harare       | Zimbabwe          | 10 - 19 settembre |                                  |
| VII      | 1999 | Johannesburg | Sudafrica         | 14 - 18 settembre | Johannesburg Stadium             |
| VIII     | 2003 | Abuja        | Nigeria           | 11 - 16 ottobre   | Stadio nazionale                 |
| IX       | 2007 | Algeri       | Algeria           | 18 - 22 luglio    | Stadio 5 Juillet 1962            |
| X        | 2011 | Maputo       | Mozambico         | 11 - 15 settembre | Estádio do Zimpeto               |
| XI       | 2015 | Brazzaville  | Rep. del Congo    | 13 - 17 settembre | Stade Municipal de Kintélé       |
| XII      | 2019 | Rabat        | Marocco           | 26-30 agosto      | Stadio Moulay Abdallah           |
| XIII     | 2024 | Accra        | Ghana             | 18-22 marzo       | Stadio dell'Università del Ghana |